# Acalolepta malaccensis
Acalolepta malaccensis es una especie de escarabajo longicornio del género Acalolepta, tribu Monochamini, subfamilia Lamiinae. Fue descrita científicamente por Breuning en 1936.
Se distribuye por Malasia. Mide aproximadamente 14 milímetros de longitud.